# Dar es Salaam

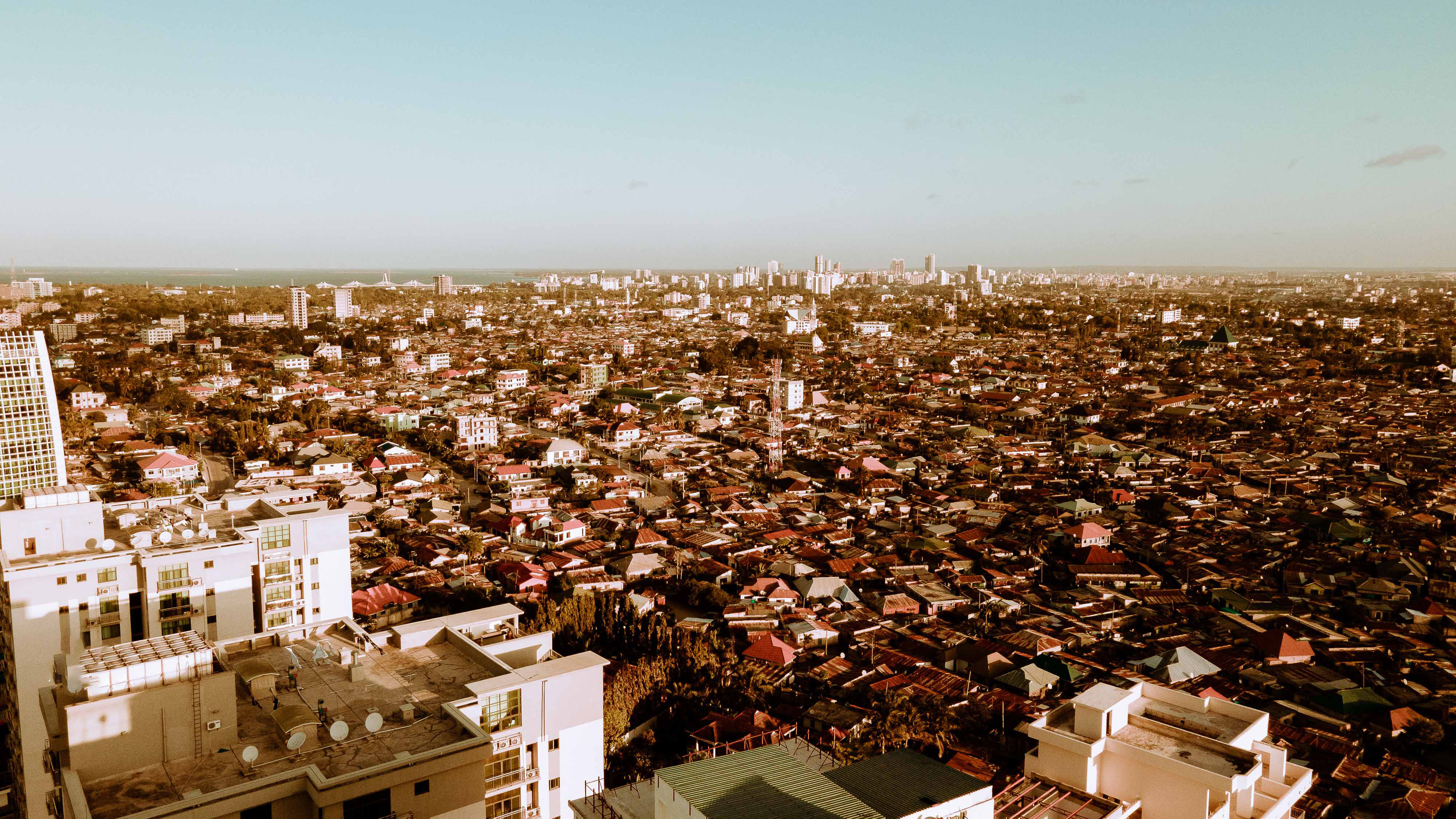
Dar es Salaam

Dar es Salaam (z arab. ‏دار السلام‎ - „Domostwo Pokoju”, dawniej Mzizima) – największe miasto w Tanzanii, położone we wschodniej części tego kraju nad Oceanem Indyjskim. Jest największym miastem portowym oraz ważnym regionalnym ośrodkiem gospodarczym Afryki Wschodniej. W 2015 roku zamieszkiwało je około 5,1 mln mieszkańców. Jest wiodącym centrum finansowym w kraju z Dar es Salaam Stock Exchange (DSE), pierwszą i najważniejszą giełdą w Tanzanii.
Jest stolicą regionu Dar es Salaam i składa się z 5 dzielnic: Kinondoni, Ilala, Ubungo, Temeke oraz Kigamboni. 

## Historia
W XIX wieku Mzizima była wioską rybacką położoną na szlaku handlowym biegnącym wzdłuż wybrzeża Oceanu Indyjskiego. Pierwszym Europejczykiem, który dotarł tu w 1859 roku, jeszcze za czasów pierwotnej wioski, był Albrecht Roscher. W 1865 lub 1866 roku sułtan Majid bin Said Zanzibar rozpoczął budowę nowego miasta niedaleko od Mzizimy i nazwał je Dar es Salaam. Po śmierci sułtana w 1870 roku miasto podupadło. W 1887 roku Niemiecka Spółka Wschodnioafrykańska założyła tu swoją siedzibę, dzięki czemu nastąpił dynamiczny rozwój miasta i portu. Wzrost miasta przyspieszył, gdy uczyniono z niego centrum administracyjne i handlowe Niemieckiej Afryki Wschodniej, której był stolicą w latach 1890-1918 oraz podczas budowy Centralnej linii kolejowej.
Niemiecka Afryka Wschodnia w czasie I wojny światowej została przejęta przez Brytyjczyków i została przyłączona do Tanganiki, z Dar es Salaam jako stolicą administracyjną i centrum handlowym. W czasie brytyjskich rządów pośrednich wydzielono w centrum miasta część europejską i afrykańską na terenach rozwiniętych w pewnej odległości od centrum. Miasto zamieszkiwała również liczna grupa Azjatów. Po II wojnie światowej Dar es Salaam przeżyło okres szybkiego wzrostu.

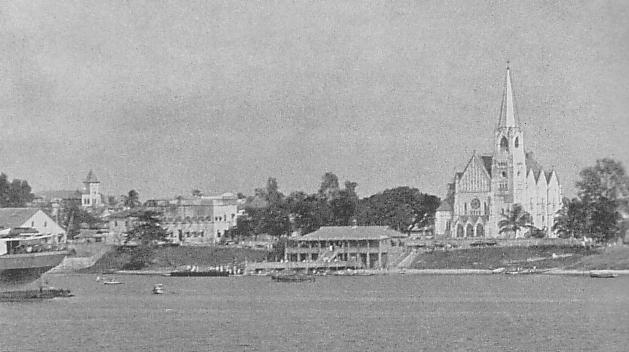
Dar es Salaam w latach 30. XX wieku

Zmiany polityczne, w tym utworzenie Tanganyika African National Union, doprowadziły do uzyskania niezależności Tanganiki od państw kolonialnych w grudniu 1961 roku. Dar es Salaam w dalszym ciągu uznawano za stolicę kraju nawet wtedy, gdy w 1964 roku połączono Tanganikę i Zanzibar, tworząc Tanzanię. Jednakże w 1973 roku zdecydowano się na przeniesienie stolicy kraju do Dodomy, położonego w centrum kraju miasta. Proces relokacji nie został jeszcze ukończony i w Dar es Salaam wciąż działają organy władzy państwowej.
W 1967 roku rząd Tanzanii ogłosił wprowadzenie polityki ujamaa, która wprowadziła w kraju socjalizm. Ruch ten spowolnił rozwój miast, a rząd zachęcał ludzi do przenoszenia się z miast do socjalistycznych wsi. Jednak w 1980 roku polityka ujamaa okazała się porażką w walce z rosnącą biedą, głodem i opóźnionym rozwojem gospodarki. To doprowadziło do liberalizacji polityki w latach 80. XX wieku i zakończenia wprowadzania socjalizmu. Doprowadziło to do zwiększenia migracji z terenów wiejskich do miast, a Dar es Salaam stał się głównym celem migracji ludzi.

## Gospodarka
W mieście rozwinął się przemysł spożywczy, włókienniczy, chemiczny, cementowy, stoczniowy, meblarski, samochodowy oraz rafineryjny.

## Demografia
Dar es Salaam jest największym miastem w Tanzanii. Z 5,6-procentowym wzrostem populacji w latach 2002–2012 jest najszybciej rozwijającym się miastem w Afryce po Bamako i Lagos (i 9. na świecie). Prognozuje się, że populacja metropolii urośnie do 5,12 mln mieszkańców w 2020 roku i do 76 mln osób w 2100 roku, przez co Dar es Salaam będzie drugim miastem na świecie (po Lagos) w 2100 roku.

## Transport
Miasto jest węzłem kolejowym, w którym bieg zaczynają dwie istotne linie:
- linia centralna (kierunek Kigoma, Mwanza, połączona z linią północną do Tangi, Aruszy oraz Voi w Kenii) – tor 1000 mm
- linia Tazara do Kapiri Mposhi w Zambii – tor 1067 mm

## Miasta partnerskie
- Hamburg
- Samsun
- Yiwu